# Withernsea
Withernsea is een civil parish in het bestuurlijke gebied East Riding of Yorkshire, in het Engelse graafschap East Riding of Yorkshire met 6159 inwoners.

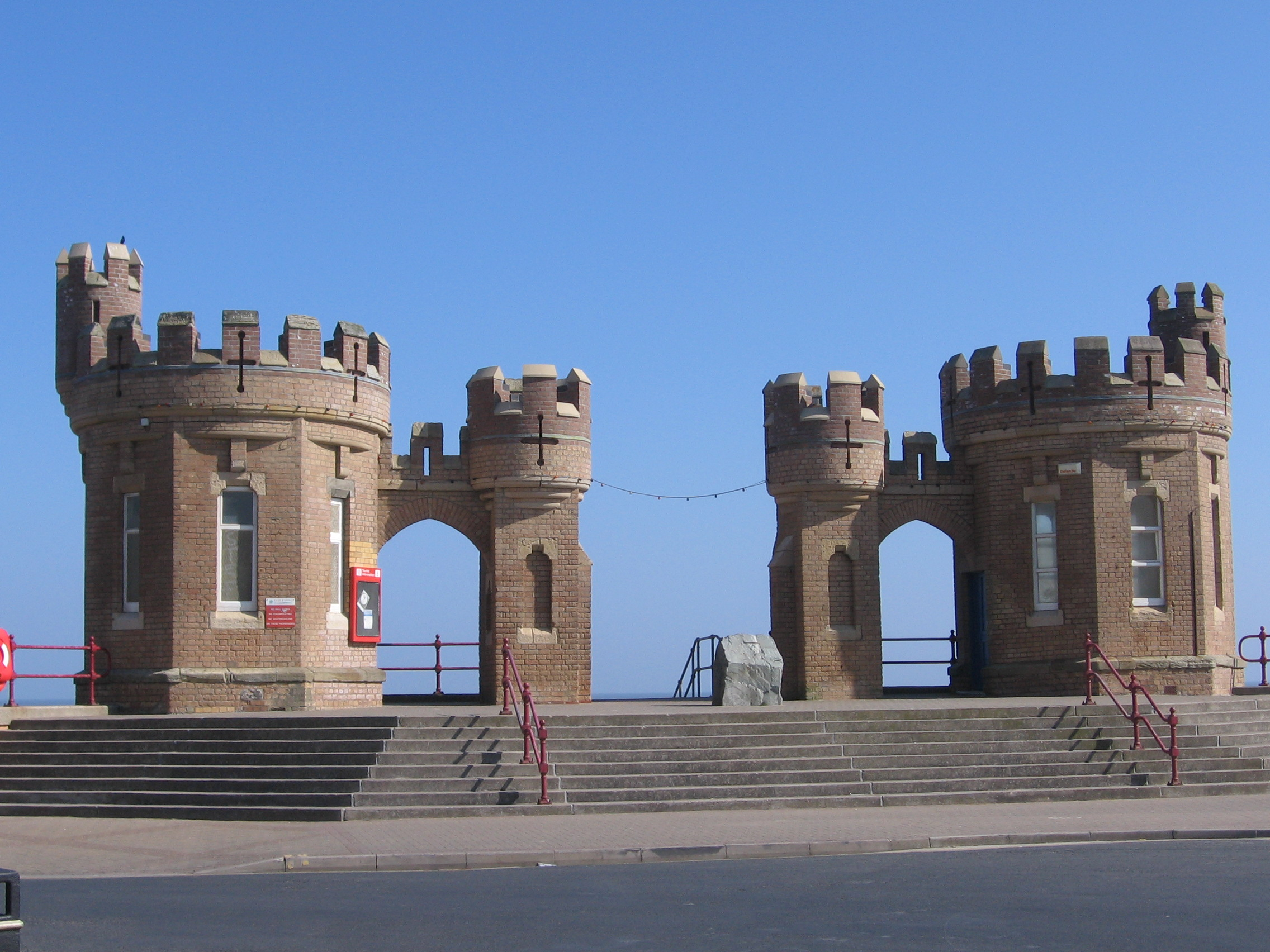
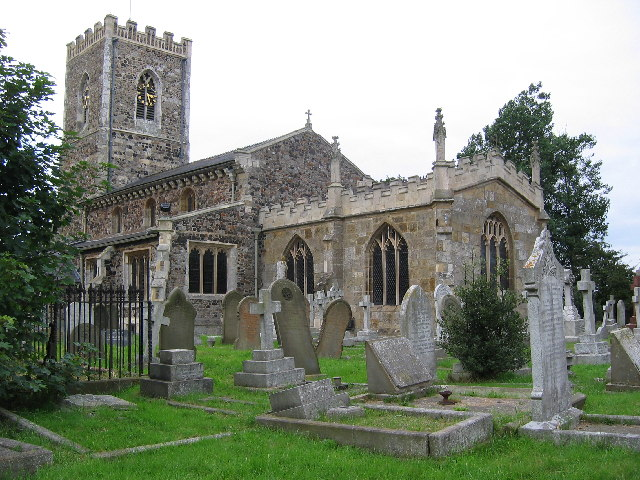
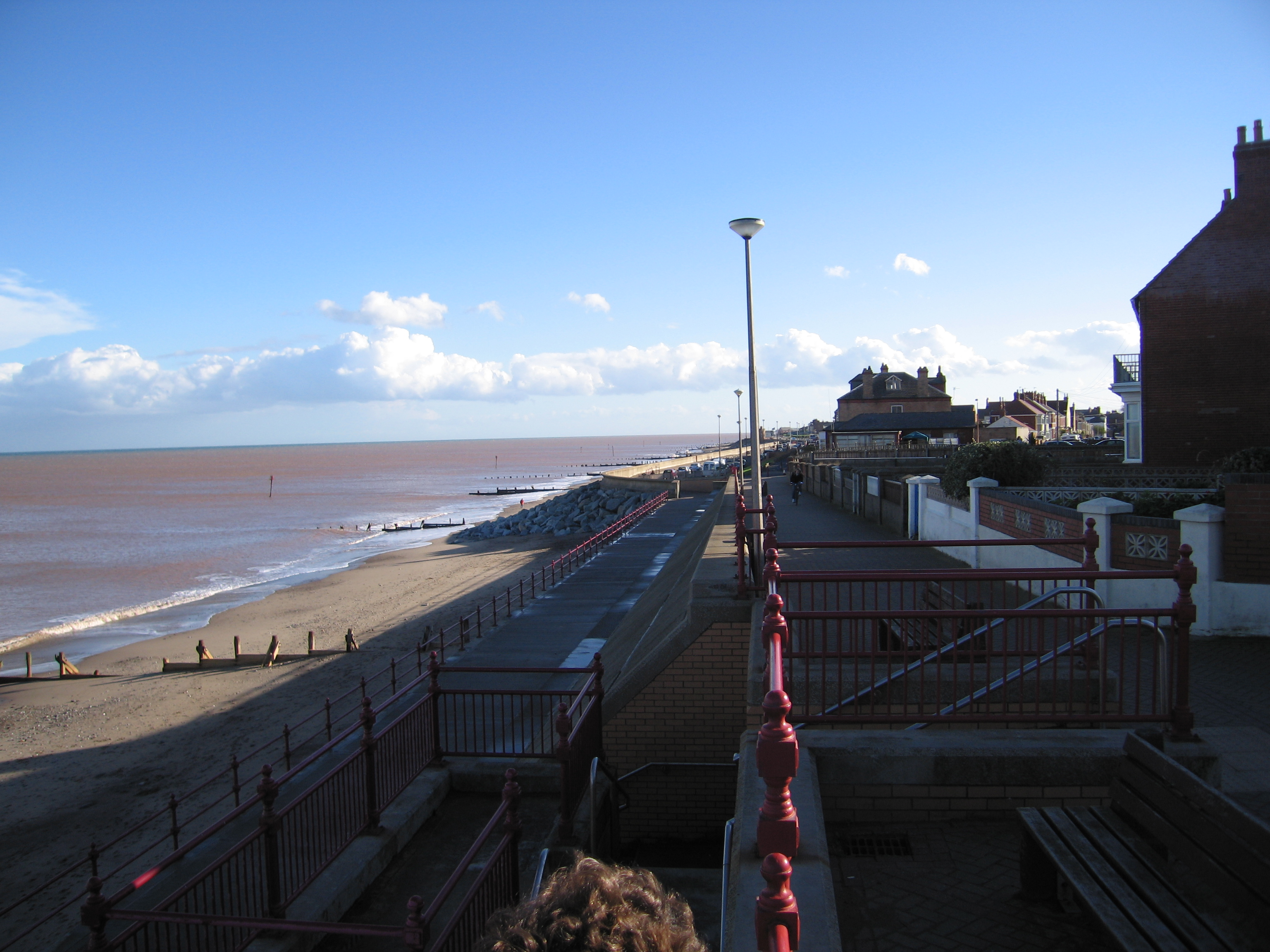
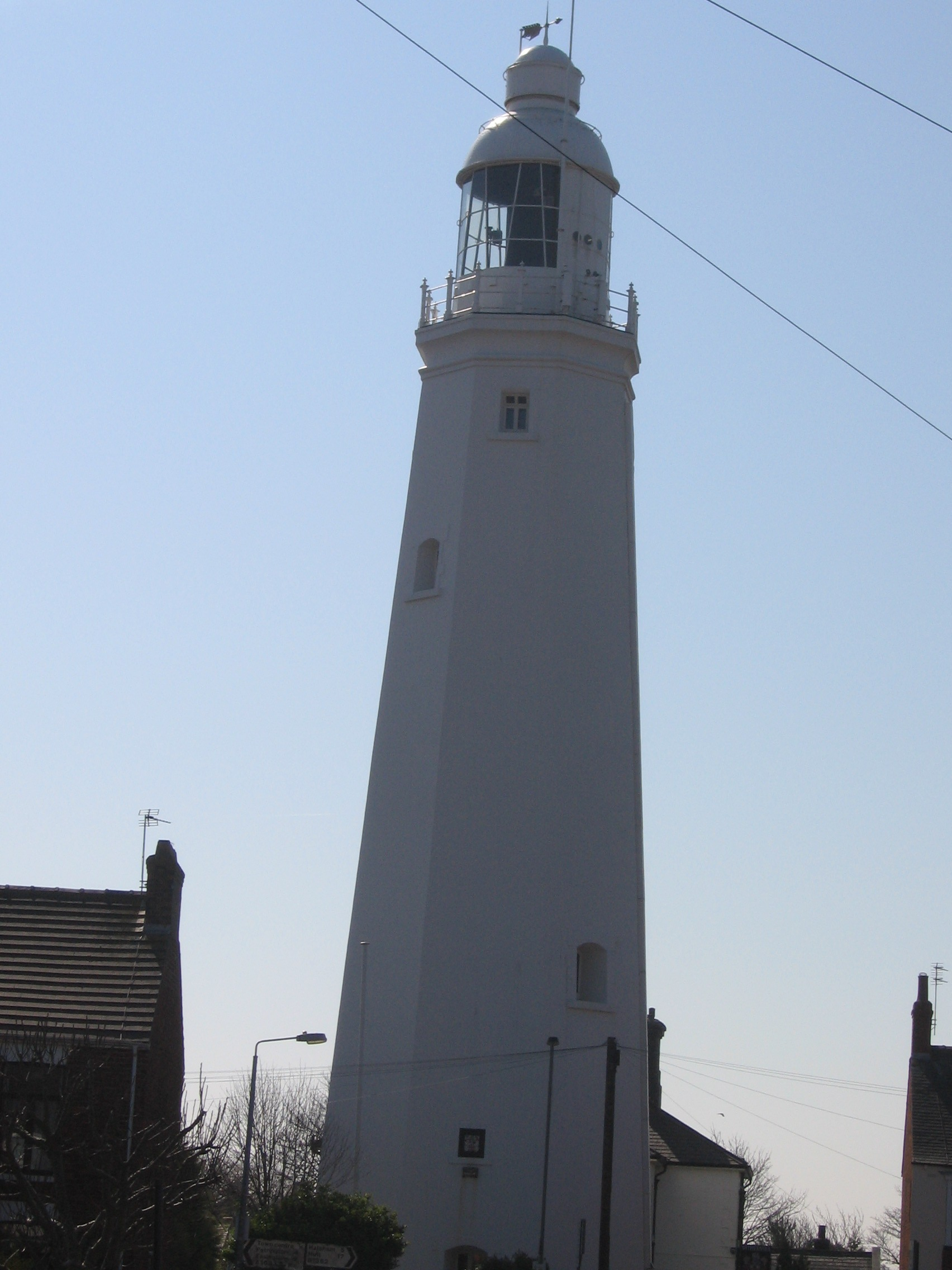